# 2812 Scaltriti
2812 Scaltriti este un asteroid din centura principală, descoperit pe 30 martie 1981 de Edward Bowell.